# 괜찮아, 아빠딸
《괜찮아, 아빠 딸》은 2010년 11월 22일부터 2011년 1월 18일까지 방영된 SBS 월화 미니시리즈로, 철부지 딸이 걱정 없이 살다가 갑작스런 아버지의 변고를 겪으며 스스로 삶을 개척해 나가는 이야기다.
한편, 과도한 폭력과 협박, 음모 등 자극적인 내용을 청소년 시청보호 시간대에 내보낸 것 외에도 주요 인물들이 협찬주 제품의 일반적인 또는 독특한 기능을 사용하는 모습을 연출하거나 카탈로그와 매장 진열 모습 등을 통해 반복적으로 노출했다는 이유로 방송통신심의위원회로부터 '경고' 조치를 받았다.

## 등장 인물

### 주요 인물
- 문채원 : 은채령 역 - 국내 대학 의상학과 휴학, 어학연수 중
- 최진혁 : 최혁기 역 - 명문대 법학과 휴학, 군복무 중
- 임강성 : 정진구 역 - 만인 병원장의 아들
- 전태수 : 박종석 역 - 채령의 선배, 미국 법대 낙제생

### 은채령의 주변 인물
- 박인환 : 은기환 역 - 은채령의 아버지, 의류업체 전무
- 김혜옥 : 허숙희 역 - 은채령의 어머니, 전업주부
- 이희진 : 은애령 역 - 은채령의 언니, 미술사 박사과정의 전임강사
- 강원 : 은호령 역 - 은채령의 오빠, 연극영화과 휴학생
- 유승목 : 허만수 역 - 허숙희의 동생

### 최혁기의 주변 인물
- 신민수 : 최덕기 역 - 최혁기의 동생
- 이동해 : 최욱기 역 - 최혁기의 동생
- 이봉규 : 최혁기의 아버지 역
- 이용녀 : 최혁기의 어머니 역

### 정진구의 주변 인물
- 박근형 : 정필석 역 - 정진구의 아버지, 만인병원의 병원장
- 연운경 : 여청자 역 - 정진구의 어머니
- 진세연 : 정세연 역 - 정진구의 여동생, 재수생
- 최자혜 : 서희재 역 - 정필석의 서녀

### 박종석의 주변 인물
- 이원재 : 박권 역 - 박종석의 아버지, 모팍로펌의 대표
- 박혜진 : 모윤경 역 - 박종석의 어머니, 모팍로펌의 대표

### 오합지존 멤버들
- 강민혁 : 황연두 역 - 떡볶이집 아들 겸 배달부, 클럽 및 룸살롱의 대타 밴드 '오합지존'의 드럼 담당 멤버
- 박상훈 : 신선도 역 - 혁기의 명문 법대 동기생, 무명 뮤지션
- 박정근 : 강동보 역 - 족발집 배달부, 밴드 '오합지존'의 노래와 안무 담당 멤버

### 그 외 인물
- 김규진 : 심병천 역 - 최덕기의 친구
- 민지오 : 강보라 역 - 채령의 친구
- 남지현 : 신선해 역 - 신선도의 여동생, 법대생
- 송이우 : 조안나 역 - 정진구의 이복동생, 서희재의 후배
- 이진아 : 전소형 역 - 은기환의 부하직원, 디자인 팀장
- 오이나 : 고양미 역 - 은채령의 중학교 동창이자 친구, 의류업 사장
- 홍여진 : 이순정 역 - 고양미의 어머니, 룸살롱 마담
- 조한준 : 박무술 역 - 별명 '무수리', 고양미의 회사 직원
- 서동수 : 강 박사 역 - 만인병원 부원장, 정필석이 아끼는 후배
- 최성준 : 닥터 홍 역 - 이름 '홍연서', 만인병원의 실질적 후계자, 정필석이 총애하는 의사
- 마르코 : 마르코 역 - 아르헨티나 교포 날라리, 정진구의 지인
- 성창훈 : 리카르도 역 - 아르헨티나 교포 날라리, 정진구의 지인
- 이제인 : 유리 역 - 호스티스, 박종석의 전 애인
- 이선아 : 아영 역 - 은호령의 전 여자친구
- 유민혁 : 민현교 역 - 학장의 아들, 구두 매장 직원
- 원종례 : 마담뚜 역
- 이종구 : 은기환의 친구 역 - 의류업체 사장
- 염동헌 : 아영의 아버지 역
- 성인자 : 아영의 어머니 역
- 이금주 : 학장 역 - 민현교의 어머니
- 이도엽 : 이 형사 역 - 최덕기 사건의 담당 형사
- 김미경 : 진 박사 역 - 이사장 딸
- 조선옥 : 비서 역
- 공재원 : 경찰 역
- 주동희 : 구두매장 직원 역
- 강철성 : 경찰 역
- 인성호 : 클럽 사장 역
- 허준석 : 웨이터 역
- 이성주 : 농립어업총조사 조사원 역
- 김추월 : 혁기네 집주인 역
- 조현진 : 간호사 역
- 단강호 : 정신과 의사 역
- 김현정 : 웨딩드레스 샵 직원 역
- 이창 : Bar 사장 역
- 신재도 : 편의점 사장 역
- 이진목 : TV 팔거냐고 물어보는 남자 역
- 최인숙
- 이장미 : 치킨집 알바생 역
- 홍재성 : 보험회사 직원 역
- 정현석 : 의료기기 가게 사장 역
- 백성일 : 가방가게 사장 역
- 서권순 : 은기환 친구의 부인 역
- 윤갑수 : 고 회장 역
- 이현직 : 웨이터 역
- 리민 : 우섭 역
- 김동균 : 카페 채용매니저 역
- 장준호 : 영어학원 원장 역
- 한수민 : 편의점 알바생 역
- 이주석 : 이 변호사 역 - 강 박사의 친구, 신선도 아버지의 지인, 전직 판사
- 지유 : 황지우 역 - 카페 직원, 채령의 동료직원
- 전헌태 : 형사 역
- 이정성 : 재판장 역 - 최덕기 사건의 재판장
- 육미라 : 강보라의 어머니 역
- 윤이준 : 검사 역 - 최덕기 사건의 담당 검사

### 특별출연
- 김민서 : 박다빈 역 - 카페 총매니저 (14회, 16~17회)

## 시청률
최저 시청률과 최고 시청률은 시청률 조사회사와 지역별로 시청률에 차이가 있을 수 있습니다.
| 2010년 | 2010년    | 2010년         | 2010년       | 2010년         | 2010년       |
| 회차   | 방송일    | TNMS 시청률    | TNMS 시청률  | AGB 시청률     | AGB 시청률   |
| 회차   | 방송일    | 대한민국(전국) | 서울(수도권) | 대한민국(전국) | 서울(수도권) |
| ------ | --------- | -------------- | ------------ | -------------- | ------------ |
| 제1회  | 11월 22일 | 10.1%          | 10.9%        | 10.2%          | 10.8%        |
| 제2회  | 11월 29일 | 8.6%           | 8.7%         | 9.0%           | 9.7%         |
| 제3회  | 11월 30일 | 7.6%           | 7.9%         | 8.9%           | 9.8%         |
| 제4회  | 12월 6일  | 7.0%           | 8.1%         | 8.6%           | 8.8%         |
| 제5회  | 12월 7일  | 7.2%           | 7.3%         | 8.8%           | 9.1%         |
| 제6회  | 12월 13일 | 8.1%           | 8.5%         | 8.4%           | -            |
| 제7회  | 12월 14일 | 8.3%           | 8.6%         | 8.9%           | 9.8%         |
| 제8회  | 12월 20일 | 6.9%           | 7.6%         | 8.7%           | -            |
| 제9회  | 12월 21일 | 7.4%           | 7.8%         | 7.6%           | -            |
| 제10회 | 12월 27일 | 7.2%           | 7.6%         | 8.3%           | -            |
| 제11회 | 12월 28일 | 7.3%           | 7.8%         | 9.2%           | 10.1%        |
| 2011년 |           |                |              |                |              |
| 제12회 | 1월 3일   | 6.9%           | -            | 10.2%          | 10.3%        |
| 제13회 | 1월 4일   | 8.1%           | 8.6%         | 9.6%           | 9.2%         |
| 제14회 | 1월 10일  | 8.0%           | -            | 10.6%          | 11.6%        |
| 제15회 | 1월 11일  | 8.0%           | 9.3%         | 10.0%          | 10.7%        |
| 제16회 | 1월 17일  | 7.7%           | 9.2%         | 9.9%           | 10.7%        |
| 제17회 | 1월 18일  | 9.1%           | 10.9%        | 11%            | 11.8%        |

## 결방 사유 및 연장
- 2010년 11월 23일 : 연평도 포격사건 뉴스 특보 편성으로 결방됐으며 이로 인해 월요일 짝수회, 화요일 홀수회가[4] 방영됐다.
- 2011년 1월 10일 : 《괜찮아, 아빠딸》 방영 분량이 16부작에서 1회 연장되어[5] 17부작으로 변경 · 확정됨.